# جوني لوغان (مغني)
جوني لوغان (بالإنجليزية: Johnny Logan)‏ هو مغني وملحن ومغن مؤلف أيرلندي، ولد في 13 مايو 1954 في City of Frankston ‏ في أستراليا.

## وصلات خارجية
- الموقع الرسمي
- جوني لوغان على موقع IMDb (الإنجليزية)
- جوني لوغان على موقع ميوزك برينز (الإنجليزية)
- جوني لوغان على موقع أول ميوزيك (الإنجليزية)
- جوني لوغان على موقع ديسكوغز (الإنجليزية)
- جوني لوغان على موقع قاعدة بيانات الفيلم (الإنجليزية)